# علی شاه درانی
علی شاه درانی فرزند تیمور شاه و از قوم پشتون، از سال ۱۸۱۸ تا ۱۸۱۹ حاکم کابل بود. او  توسط برادرش ایوب از مقامش خلع شد.